# Emblematiskt språkbruk
Emblematiskt språkbruk är att talare som övervägande talar ett standardspråk ändå lägger in dialektala språkelement i sitt tal (eller sin skrift) för att framhäva sin identitet. Det göteborgska officiella byggnadsnamnet Feskekörka är emblematiskt språkbruk.